# Островский, Тадеуш
Тадеуш Островский (1881—1941) — польский врач-хирург.

## Биография
Тадеуш Островский родился 4 июля 1881 года в Вене в семье стоматолога Антония Островского. После окончания университета работал ассистентом у профессора Людвика Ридигера. В 1923 году был утверждён профессором по кафедре хирургии медицинского факультета Университета Яна Казимира во Львове. Кроме того, руководил хирургической клиникой при факультете, был деканом медицинского факультета в 1937—1938 годах.
Избирался председателем Общества польских хирургов, членом Международного хирургического общества и Международного урологического общества.
Являлся основоположником метода хирургического лечения рака молочной и предстательной желёз. Исследовал возможности лечения цирроза печени, рака гортани, болезней почек, желчного пузыря и желчевыводящих путей, применения операции Thalmy при циррозе печени, лечение рака гортани, почек, заболеваний желчного пузыря и желчевыводящих путей. Первый в Польше (совместно с В. Броссемом) провёл операцию лобэктомии.
После установления советской власти во Львове по-прежнему вёл научную деятельность, руководил Хирургической клиникой в Львовском государственном медицинском институте. В августе 1940 года приглашался в Москву на Всесоюзные научные заседания. С приходом немецких оккупантов Тадеуш Островский был арестован и расстрелян 4 июля 1941 года. Вместе с ним были расстреляны его жена Ядвига Островская (1882 г., урожд. Щука), члены семьи и друзья (хирург Станислав Руфф с женой и сыном). Коллекция произведений искусства, которую Островский собирал в течение многих лет, подверглась разграблению.